# Fannys Reise
Fannys Reise (Originaltitel: Le Voyage de Fanny) ist ein französisch-belgisches Filmdrama von Lola Doillon aus dem Jahr 2016, das die Geschichte einer Gruppe von jüdischen Kindern nacherzählt, die 1943 versucht, vor der Deportation in die Schweiz zu fliehen. Als literarische Vorlage diente das autobiografische Buch Le Journal de Fanny (2011) von Fanny Ben-Ami.

## Handlung
Frankreich während des Zweiten Weltkriegs: Fanny, ein jüdisches Mädchen, wird zusammen mit ihren jüngeren Schwestern Erika und Georgette von ihrer Mutter in einem Kinderheim in Creuse abgegeben, das sie als Einrichtung der Organisation Œuvre de secours aux enfants vor der Deportation durch die deutsche Besatzungsmacht schützen soll. Zwei Jahre ist die inzwischen 13-jährige Fanny mit ihren Schwestern im Heim, als 1943 deutsche Soldaten auch Creuse besetzen und das Heim für jüdische Kinder von einem Priester verraten wird. Die Leiter des Heims sorgen umgehend dafür, dass die Kinder mit Bussen nach Megève in die italienische Zone gebracht werden. Die Italiener seien zwar Verbündete der Deutschen, würden jedoch keine Juden verfolgen. Das Heim wird daraufhin von deutschen Soldaten gestürmt und die Leiter festgenommen.
Fanny und die anderen Kinder kommen im Heim von Madame Forman unter. Der erfahrenen Heimleiterin ist daran gelegen, dass die Kinder lernen, unabhängig voneinander zu sein, und sie gibt sich deshalb streng. Fanny, die sich aufmüpfig zeigt, wird schließlich als Aushilfe in der Küche untergebracht. Dort freundet sie sich mit dem älteren Küchenjungen Elie an, der – wie er ihr erzählt – Freunde im Widerstand habe und bereit sei, gegen die Deutschen zu kämpfen. Als Italiens Diktator Mussolini inhaftiert wird und zu befürchten ist, dass die Deutschen in Kürze an die Stelle der italienischen Soldaten treten werden, beschließt Madame Forman, die Kinder so schnell wie möglich in die sichere Schweiz zu bringen. Sie weist ihre Schützlinge eindringlich an, nur noch ihre neuen französischen Namen zu benutzen und bei einer Befragung ein Ferienlager in den Bergen als Zielort ihrer Reise anzugeben.
Fanny und ihre Schwestern sollen in der Gruppe von Elie reisen. Während die Kinder, die keine Ausweispapiere benötigen, im Zug Richtung Schweiz reisen sollen, will Madame Forman mit dem Auto hinterherfahren und bei jedem Zwischenstopp da sein. Als bei der Abfahrt am Bahnhof in Sallanches Gendarme auftauchen, die die Züge kontrollieren, täuscht Madame Forman zunächst einen Diebstahl und dann eine Ohnmacht vor, sodass Elie mit den Kindern unbemerkt in den Zug einsteigen kann. Beim ersten Zwischenstopp entdeckt Elie deutsche Soldaten und läuft in Panik über die Gleise davon. Als Madame Forman erscheint, die Elies Fortlaufen kaum fassen kann, bringt sie die Kinder zum nächsten Zug und überträgt Fanny die Verantwortung für die anderen Kinder; sie selbst könne mit ihrem gefälschten Ausweis wegen des zu großen Risikos nicht mitfahren. Fanny scheut sich vor der großen Verantwortung, doch Madame Forman beschwört sie, dass sie die Einzige sei, die die Aufgabe übernehmen könne – die 17-jährige Diane sei stumm und Victor, der in Fannys Alter ist, sei zu verschlossen.
Als in Annecy der Zug nicht weiterfahren kann, weil eine Brücke bombardiert wurde, sehen sich Fanny und die anderen Kinder gezwungen, sich eine andere Verbindung nach Annemasse an der Schweizer Grenze zu suchen. Ein Umweg über Lyon, wo die Gestapo ihr Hauptquartier hat, kommt für Fanny nicht infrage. Am Bahnhof stellt sich schließlich heraus, dass Diane gar nicht stumm und die kleine Rachel auch nicht ihre Schwester ist. Auf der Suche nach Rachel, die plötzlich verschwunden ist und von Fanny auf dem Arm eines deutschen Soldaten entdeckt wird, trifft Fanny auf Elie, der in einem Nachbargebäude inhaftiert ist und ihr durch ein Fenster einen Brief zusteckt, den sie erst am Zielort öffnen soll. Zusammen mit Rachel kehrt Fanny zu den anderen zurück. Versteckt in einem Güterzug gelangen sie schließlich nach Annemasse. Am dortigen Bahnhof warten sie vergeblich auf Madame Forman. Ein Jugendlicher führt sie zu einem Schleuser, der sie in einem LKW zusammen mit mehreren Erwachsenen weitertransportiert. Der Wagen wird jedoch von Gendarmen gestoppt, die mit den Deutschen kollaborieren, und die Kinder werden von ihnen verhört. In der Hoffnung, selbst davonzukommen, sagt eine Frau mit einem Baby aus, dass die Kinder Juden seien.
In einer Schule werden Fanny und die anderen Kinder mehrere Tage ohne Essen von den Gendarmen gefangen gehalten. Als Frauen vom Roten Kreuz auf die gefangenen Kinder aufmerksam werden, erwirken sie ihre Freilassung, um sie in einer Kirche mit Essen zu versorgen. Dort gelingt den Kindern die Flucht durch ein Fenster. Nur Diane bleibt zurück, die nicht länger davonlaufen will. Auf ihrer Flucht vor den Gendarmen verliert Victor Unmengen an Papiergeld, das die Kinder eifrig wieder einsammeln. Vor Hunger, Durst und Müdigkeit fangen die kleineren Kinder bald an zu quengeln. Als Fanny am liebsten zurück nach Megève zu Madame Forman will, stoßen sie auf einen Bach und eine verlassene, halb eingestürzte Hütte. Fanny und die anderen sieben Kinder beschließen, vorerst in der Hütte zu bleiben.
Als die kleineren Kinder vom Essen wilder Beeren eine Vergiftung davontragen, sehen sich Fanny und Victor gezwungen, Hilfe zu holen. Ein Bauer namens Jean bringt sie in seinem Stall unter, lässt sie aber nur widerwillig mehrere Tage dort verbringen. Nachdem überraschend auch Diane eingetroffen ist, die der Bauer unterwegs aufgegabelt hat, tauchen deutsche Soldaten auf, die den Bauernhof beschlagnahmen und am nächsten Morgen wiederkommen wollen. Fanny macht sich Vorwürfe, nicht schon eher weitergezogen zu sein. Victor gibt ihr Elies Brief, in dem jedoch nichts steht. Vor den anderen tut Fanny jedoch so, als lese sie ihnen Elies Zeilen vor, und macht ihnen auf diese Weise wieder Mut. Mit Victors Geld bezahlen sie einen Schlepper, der sie kurz vor der Schweizer Grenze absetzt. Auf der Hut vor deutschen Grenzsoldaten schaffen es die Kinder durch ein Loch im Grenzzaun auf die andere Seite der Grenze. Die kleine Rachel bleibt jedoch zurück. Fanny läuft zu ihr und rettet sie vor den Schüssen der Soldaten. Erleichtert und glücklich wird Fanny von den anderen Kindern umringt.

## Hintergrund

### Drehbuch und Besetzung
Nach Et toi t’es sur qui? (2007) und In deinem Bann gefangen (2010) war Fannys Reise der dritte Langfilm von Regisseurin Lola Doillon, die zusammen mit Anne Peyregne auch das Drehbuch schrieb. Als Vorlage diente dabei das autobiografische Buch Le Journal de Fanny der 1930 in Baden-Baden geborenen Jüdin Fanny Ben-Ami, die nach dem Krieg nach Israel übergesiedelt war und dort seither als Künstlerin lebt. Ben-Ami war zunächst beunruhigt über die Freiheiten, die sich das Filmdrama beim Erzählen ihrer eigenen Geschichte nahm, war aber mit dem Film, der insgesamt das Wesentliche ihres Buches wiedergebe, am Ende zufrieden.
Um geeignete Darsteller für die Rollen der Kinder zu finden, ließ Doillon in Frankreich und Belgien fast tausend Kinder vorsprechen. Mitunter passte die Filmemacherin das Drehbuch an eines der Kinder an, das sie unbedingt im Film haben wollte. Die im Film von Cécile de France gespielte Figur der Madame Forman wurde von Lotte Schwartz, der Leiterin des Château de Chaumont, und Nicole Salon-Weil inspiriert, die während des Zweiten Weltkriegs versuchten, jüdische Kinder zu verstecken oder außer Landes zu bringen, und dabei ihr eigenes Leben riskierten. Bei dem von Kindern auf Jiddisch gesungenen Lied, das in einer Szene des Films und im Abspann zu hören ist, handelt es sich um das russisch-jüdische Volkslied Tumbalalaïka.

### Dreharbeiten

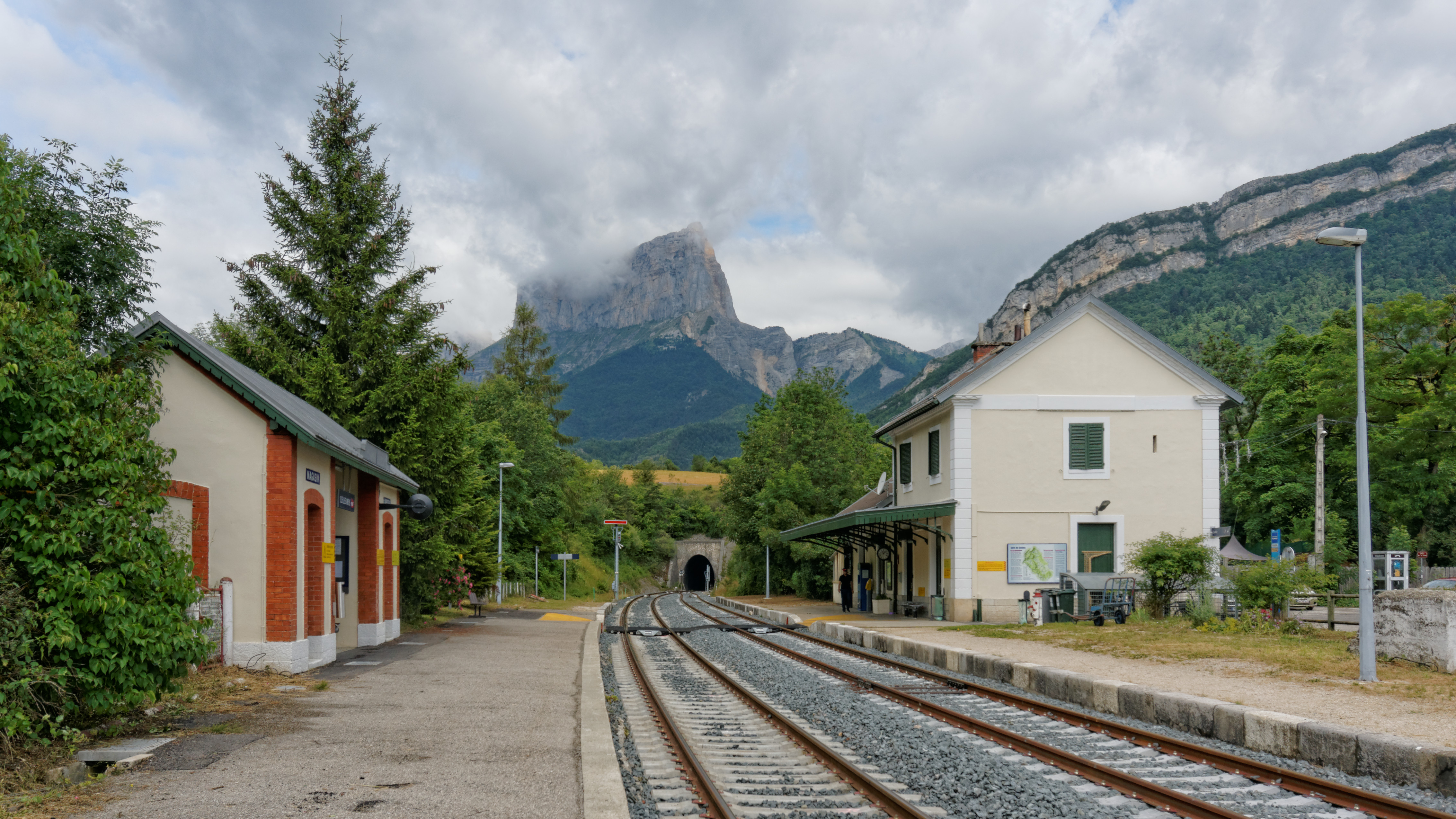
Der Bahnhof von Clelles, im Film der Bahnhof von Annemasse

Gedreht wurde im Sommer 2015 unter anderem in den französischen Gemeinden Mens, Clelles und La Mure im Département Isère sowie am Bahnhof von Treignes, einer Ortschaft der belgischen Gemeinde Viroinval in der Provinz Namur. Zum Einsatz kamen dabei historische Eisenbahnfahrzeuge des Chemin de fer à vapeur des 3 vallées. Das Szenenbild gestaltete Pierre-François Limbosch, als Kostümbildnerin trat Isabelle Pannetier in Erscheinung. Das Budget des Films lag bei 7,3 Millionen Euro.

## Rezeption

### Veröffentlichung
Die Premiere von Fannys Reise fand am 24. April 2016 auf dem Colcoa French Film Festival in Los Angeles statt. Am 18. Mai 2016 kam das Filmdrama in die französischen Kinos, wo über 100.000 Zuschauer verzeichnet werden konnten. Weltweit spielte der Film rund 1,1 Millionen Dollar an den Kinokassen ein. In Deutschland wurde der Film erstmals am 26. Juni 2016 beim Filmfest München aufgeführt. Weitere Aufführungen bei Filmfestivals wie dem Filmfest Hamburg, dem London Film Festival oder dem Haifa Film Festival folgten. Ab dem 29. August 2018 wurde der Film in ausgewählten deutschen Kinos gezeigt. Am 7. September 2018 wurde er in Deutschland auf DVD und Blu-ray veröffentlicht. Im deutschen Fernsehen war er erstmals am 9. November 2018 auf KiKA zu sehen.

### Kritiken
Für das Lexikon des internationalen Films war Fannys Reise ein „Jugendfilm, der die traumatische Erfahrung von Verfolgung und Flucht ganz aus der Sicht seiner jungen Protagonisten schildert und dabei nicht nur den Betroffenen der NS-Verfolgung ein Denkmal setzt, sondern auch Parallelen zur Migration in der Gegenwart eröffnet“. Cinema bezeichnete den Film als „[b]ildstarkes, konsequent aus Kindersicht erzähltes Drama“. Die Süddeutsche Zeitung sah in Fannys Reise eine „aufwühlende“ und „zeitlose Geschichte über Mut, Solidarität, Überlebenswillen und den Einsatz für andere“. Die Verfilmung von Fanny Ben-Amis Erinnerungen durch Lola Doillon sei „spannend und sehr bewegend“.
Le Monde fand, dass die jungen Darsteller „hervorragend ausgesucht“ und von der Regisseurin ebenso gut geführt worden seien. Sowohl „die schöne Kameraarbeit“ als auch das Drehbuch, das den Erwachsenen nur den für sie notwendigen Platz in der Geschichte einräume, zeige Doillons Bedürfnis, den Kindern so viel wie möglich Raum zu geben. Auch wenn Cécile de Frances kurzer Auftritt als Heimleiterin „hervorragend“ sei – sie sei „sowohl streng als auch ergreifend in ihrer absoluten Entschlossenheit, die Kleinen zu retten“ –, seien die Kinder „von Anfang bis Ende das Beste, was der Film zu bieten hat“. Inmitten des historischen Dramas gebe es schön eingeflochtene „Momente der Unbeschwertheit“. Dabei zeige Doillon „weniger die Zerbrechlichkeit von Kindern als ihre immense Stärke, ihre Sturheit, ihre Intelligenz“.
Le Parisien schrieb, dass jedes Zeugnis aus dieser Zeit wichtig und schützenswert sei, der Film aber leider zu dick auftrage, „zu gemacht“ wirke, „um die Emotionen freizusetzen“, die man von ihm erwarte. Auch L’Express merkte kritisch an: „Die besten Absichten der Welt reichen nicht aus, um großartige Filme zu machen.“ Der Regisseurin sei es nicht gelungen, „die Fallen des Genres“ zu umgehen, insbesondere wenn es darum gehe, eine Geschichte, die „an sich schon stark genug“ sei, „mit Musik zu überladen“. Das Resultat, „einschließlich der mehr als ungleichen Schauspielleistungen der Kinder“, sei „zu demonstrativ“, zu sehr nach Schulbuch und schaffe es daher nicht zu überzeugen.
Für Alissa Simon von Variety war Fannys Reise „ein schönes, fesselndes Stück Zeitgeschichte, das die Ereignisse geschickt aus den Augen seiner jungen Protagonisten erzählt“. Simon kritisierte jedoch, dass das Endergebnis trotz beherzter Darbietungen der Kinderdarsteller und von de France mehr wie „altmodische Jugendliteratur“ daherkomme. Alles, was wirklich schlimm sei, finde abseits der Kamera statt. Darüber hinaus weiche „ein Überfluss an erzwungener Gefühligkeit […] die natürliche Schärfe der Geschichte“ auf. Im Verlauf des Films gebe es zudem „mehrere mit Musik überladene Filmmomente“ ganz im Stil von Hallmark, in denen die Kinder herumtollen und spielen würden, als seien sie gar nicht wirklich auf der Flucht.
Dennoch gelinge es dem Film, so Simon, „einen wichtigen Teil der Geschichte für die nächste Generation lebendig zu machen“, zumal es immer weniger Zeitzeugen gebe. In der Rolle „der respekteinflößenden, strengen, aber liebevollen Madame Forman“ sei de France „in ihrem Element“. Sie biete „eine darstellerische Tour de force“, bevor sie für immer von der Bildfläche verschwinde. Regisseurin Doillon habe wiederum bewiesen, dass sie nach Et toi t’es sur qui? nicht nur gut mit Jugendlichen, sondern auch mit Kindern umgehen könne, von denen viele noch Laienschauspieler gewesen seien. Auf der technischen Seite steche vor allem „die beeindruckende, nuancierte Kameraarbeit von Pierre Cottereau“ hervor, die die teils klaustrophobische Perspektive der Kinder, die sich immer wieder verstecken müssen, veranschauliche. Die Kostüme wiederum hätten den passenden „historischen Look“; dass sie jedoch angesichts der Handlung viel zu sauber und heil geblieben seien, sei „unglaubwürdig“.

### Auszeichnungen
Fannys Reise wurde 2016 mit dem UNICEF-Preis beim Internationalen Kinderfilmfestival Wien und dem Fritz-Gerlich-Filmpreis des Filmfests München ausgezeichnet.  
Beim MICHEL Kinder und Jugend Filmfest als Kinder- und Jugendsektion des Filmfests Hamburg wurde der Film 2016 von einer Kinder- und Jugendjury mit dem Michel-Filmpreis gewürdigt.
Im Jahr 2017 wurde der Film mit den Publikumspreisen des Atlanta Jewish Film Festival, des Philadelphia Jewish Film Festival, des St. Louis International Film Festival und des Cinetopia Film Festival prämiert. Der Film zählte ferner 2019 zu den Preisträgern des von TV Spielfilm vergebenen Kinderfernsehpreises Emil.

## Deutsche Fassung
Die deutsche Synchronfassung entstand bei der Metz-Neun Synchron nach dem Dialogbuch von Wolfgang Seifert. Die Dialogregie führte Jessica Fields.
| Rolle         | Darsteller         | Synchronsprecher        |
| ------------- | ------------------ | ----------------------- |
| Fanny         | Léonie Souchaud    | Paulina Rümmelein       |
| Erika         | Fantine Harduin    | Julia Bautz             |
| Georgette     | Juliane Lepoureau  | Selma Keller            |
| Victor        | Ryan Brodie        | Felix Mayer             |
| Diane         | Anaïs Meiringer    | Katharina Gast          |
| Rachel        | Lou Lambrecht      | Ava Dürselen            |
| Maurice       | Igor van Dessel    | Lotta Kraus             |
| Marie         | Malonn Lévana      | Thao-My Nguyen          |
| Jacques       | Lucien Khoury      | Leo Amic                |
| Madame Forman | Cécile de France   | Gisa Bergmann           |
| Jean          | Stéphane De Groodt | Gordon Piedesack        |
| Elie          | Victor Meutelet    | Louis Friedemann Thiele |
| Helga         | Elea Körner        | Julia Mainusch          |
| Ethel         | Alice D’Hauwe      | Carolin Sophie Göbel    |